# Nadadores
Nadadores es una población del estado mexicano de Coahuila, es cabecera del municipio de Nadadores y se encuentra ubicado en la región centro de Coahuila, a unos 30 kilómetros al noroeste de la ciudad de Monclova y 50 kilómetros al poniente de la ciudad de Cuatro Ciénegas de Carranza.

## Historia
Nadadores fue fundada en el año de 1674 por los religiosos franciscanos Francisco Peñasco y Juan Barrera, que le dieron el nombre de Misión de Santa Rosa de Viterbo de los Nadadores, este último nombre se le dio en honor del entonces Virrey de la Nueva España, Juan de Acuña, marqués de Casa Fuerte de los Nadadores. La misión fue poblada inicialmente por miembros de las tribus cotzales y manos prietas, sin embargo tras varias sublevaciones quedó despoblada durante varios años. Fue repoblada el 6 de enero de 1733 por indígenas tlaxcaltecas procedentes de Saltillo y Parras de la Fuente, con el nombre de Nuestra Señora de la Victoria Casa Fuerte de los Nadadores, cuya población finalmente se consolidó.
El 1 de febrero de 1866 se le dio la categoría de villa, y en 1875 se le cambió el nombre por el Coronel Fuente, sin embargo éste nunca se arraigó y seis años después se le  restituyó el nombre de Nadadores. En 1896 el ferrocarril que une Monclova con Cuatro Ciénegas fue construido a través de Nadadores.
En 1879 nació en Nadadores el general revolucionario Lucio Blanco.

## Localización y población
Nadadores está localizado en las coordenadas 27°01′45″N 101°35′30″O / 27.02917, -101.59167 y a una altitud de 520 metros sobre el nivel del mar, se encuentra en la región centro de Coahuila, muy cercana a la ciudad de Monclova situada a unos 30 kilómetros al sureste, se comunica con esta ciudad por medio de la Carretera Federal 30 que es el principal medio de comunicación de la localidad, hacia el este la comunica además con San Buenaventura y Monclova, y hacia el oeste con Sacramento, Cuatrociénegas de Carranza y San Pedro de las Colonias.
La población de Nadadores en 2015 según el Conteo de Población y Vivienda realizado ese año por el Instituto Nacional de Estadística y Geografía es de 6,614 habitantes.